# Dryolimnas cuvieri abbotti
Il rallo di Assumption (Dryolimnas cuvieri abbotti Ridgway, 1894) era una sottospecie di rallo di Cuvier endemica dell'isola omonima.

## Descrizione
La sottospecie nominale, D. c. cuvieri, ha le regioni superiori di colore verde-oliva, la testa e il petto di colore rosso-castano, la gola bianca e i fianchi scuri con striature più chiare. Il rallo di Assumption era di dimensioni più piccole e aveva una colorazione dai toni più chiari: le regioni verde-oliva del dorso erano segnate da sottili strisce nere, la macchia bianca su mento e gola era più estesa e le strisce bianche sulla parte bassa dell'addome erano più larghe e fitte.

## Biologia
Oltre alle testimonianze di Nicoll, non abbiamo alcuna notizia riguardo alle abitudini di questo rallo. Aveva ali relativamente ridotte e volava a malapena, ma aveva zampe più robuste del D. c. cuvieri, e probabilmente conduceva vita quasi esclusivamente terricola.

## Estinzione
Il rallo di Cuvier è endemico delle isole dell'oceano Indiano occidentale; la sottospecie nominale, capace di volare, vive nel Madagascar (sebbene in passato fosse presente anche su Mauritius), mentre l'altra sottospecie ancora vivente, D. c. aldabranus, è propria di Aldabra ed è incapace di volare. Il rallo di Assumption costituiva una sorta di forma di transizione tra le due, dal momento che era in grado di volare, anche se lo faceva di rado e non sia stata una buona volatrice.
Assumption è un'isola corallina formata da uno strato di calcare che emerge dalle acque dell'oceano; si estende per 11,07 km² ed è situata 30 km a sud-est del ben più grande atollo di Aldabra. Raggiunge un'altezza massima di circa 6 m; il calcare forma delle scogliere sulla parte settentrionale della costa orientale, e gran parte della superficie è ricoperta da una fitta vegetazione arbustiva. Fino al giugno del 1908 l'isola era disabitata, ma a partire da questa data arrivarono i primi coloni, giunti fin là per sfruttare i vasti depositi di guano. Tra il 1926 e il 1945 ne vennero esportate 161.000 tonnellate, alle quali ne vanno sommate le altre, di entità sconosciuta, estratte prima del 1926. L'ecosistema dell'isola subì danni irreparabili, e un gran numero di uccelli che vi si riproducevano la abbandonarono per non farvi più ritorno. Di queste, l'unica specie endemica del luogo era il rallo, che venne descritto per la prima volta da Ridgway a partire da una serie di esemplari catturati da W. L. Abbott nel 1892. Quando un altro studioso, Fryer, visitò l'isola nel 1908, poco dopo l'arrivo dei primi coloni, il rallo era ancora molto numeroso. Nicoll, che visitò l'isola nel 1906, scrisse:
Riguardo a questi due esemplari in cattività, Meade-Waldo scrisse:
Tuttavia, nonostante fossero molto numerosi, Nicoll temette che i ratti introdotti avessero potuto costituire una seria minaccia per i ralli:
Fu proprio quello che successe. In un periodo non precisato tra il 1908 e la visita di Vesey-Fitzgerald nel 1937, il rallo scomparve, senza dubbio a causa della distruzione dell'habitat e della predazione da parte dei ratti. Probabilmente alcuni esemplari vennero anche cacciati a scopo alimentare dai coloni. Oggi ne rimangono solo degli esemplari imbalsamati a Tring e a New York; a Tring ne è conservato anche uno scheletro.